# Sombre Apprenti
Sombre Apprenti (titre original : Dark Disciple) est un roman de science-fiction de Christie Golden s'inscrivant dans l'univers étendu de Star Wars. Publié aux États-Unis par Del Rey Books en 2015, puis traduit en français et publié par les éditions Pocket en 2017,, il se déroule vingt ans avant la bataille de Yavin.
L'histoire de ce roman devait à l'origine faire partie de la septième saison de la série Star Wars: The Clone Wars. Le roman, mettant en scène le personnage d'Asajj Ventress, s'inspire des scripts de huit épisodes prévus pour la série mais jamais réalisés : Lethal Alliance (6.13), The Mission (6.14), Conspirators (6.15), Dark Disciple (6.16), Saving Vos, Part I (6.17), Saving Vos, Part II (6.18), Traitor (6.19) et The Path (6.20). Selon Jennifer Heddle et Pablo Hidalgo, le roman s'incline vers un public adulte et explore les personnages de manière plus approfondie que ce qui a été fait dans la série.

## Résumé
Durant la Guerre des clones, le Conseil Jedi charge Quinlan Vos d'assassiner le Comte Dooku. Malgré sa réticence vis-à-vis de ce projet, Obi-Wan Kenobi assure la liaison entre le Conseil et Vos et il conseille à ce dernier de s'allier avec Asajj Ventress. Ancienne apprentie de Dooku, elle a réussi à s'éloigner de lui et à renoncer, en partie, au côté obscur. De plus, elle a déjà tenté par deux fois de le tuer. Après avoir approché Ventress en tant que pirate à la recherche d'un partenaire, Vos finit par lui avouer qu'il est un Maître Jedi ainsi que la nature de sa véritable mission. Ventress accepte de l'aider mais estime que, pour vaincre Dooku, Vos doit apprendre à manier le côté obscur sans se laisser consumer par celui-ci, afin de trouver un équilibre entre les côtés lumineux et obscur.
Pendant cet apprentissage, Ventress et Vos tombent amoureux et décident que, une fois Dooku mort, ils partiront vivre ensemble loin de la guerre et des Jedi. 
Malheureusement, la confrontation avec le Comte ne se passe pas bien et Vos est capturé. Ventress parvient à s'enfuir et engage Boba Fett et d'autres chasseurs de primes pour l'aider à le libérer. L'opération de sauvetage ne se passe pas comme prévu lorsque Vos refuse de suivre Ventress et tente de la tuer. En effet, celle-ci, pour nourrir la haine de Vos envers Dooku, lui avait dit que ce dernier avait assassiné Maître Tholme, l'ancien maître de Vos. Mais, durant sa captivité, Dooku lui a révélé la vérité : c'est Ventress qui a tué Tholme.
À la suite de cet échec, Ventress décide de demander l'aide des Jedi et va trouver Obi-Wan Kenobi. Une opération à laquelle participent Ventress, Obi-Wan Kenobi et Anakin Skywalker est alors montée pour récupérer Vos. Il se montre cette fois beaucoup plus coopératif et prétend avoir attaqué Ventress pour essayer de gagner la confiance de Dooku et ainsi pouvoir l'assassiner. 
Ventress n'y croit pas et, persuadée que Vos a été consumé par le côté obscur, tente de le tuer. Obi-Wan et Anakin l'en empêchent et ramènent Vos au Temple Jedi où personne ne ressent la noirceur que Ventress dit avoir perçue en lui. Cependant, une série d'incidents impliquant Vos pousse le Conseil à tester sa loyauté en lui redonnant la mission de tuer Dooku. À nouveau, Vos se tourne vers Ventress en lui promettant de partir avec elle une fois le Comte mort. Mais, au lieu d'éliminer Dooku, Vos s'allie à lui et tue des clones et des Jedi. Il continue néanmoins à faire croire à Ventress que son but est d'assassiner Dooku mais qu'il veut d'abord obtenir des informations de lui. Une traque s'engage avec, d'un côté, Vos, Ventress et Dooku et, de l'autre, Obi-Wan et Anakin qui ont reçu l'ordre de tuer Dooku et Vos. 
Dans un nouvel acte de traîtrise, Dooku tente d'éliminer Vos mais Ventress s'interpose et est grièvement blessée. Elle meurt dans les bras de Vos après l'avoir supplié de ne pas se laisser consumer par le côté obscur. Il renonce alors à tuer Dooku et revient du côté lumineux.
Ramené devant le Conseil, Vos explique que si les autres Jedi n'ont pas perçu la noirceur en lui c'est parce qu'il se la cachait à lui-même. Après s'être fait capturer par Dooku, son but avait été de découvrir l'identité de Dark Sidious mais il avait été trop loin. Obi-Wan reconnaît que Ventress a non seulement sauvé la vie de Vos, mais également la personne qu'il est, ainsi que les Jedi, qui s'étaient égarés au point d'envoyer l'un d'entre eux assassiner de sang froid un être vivant.

## Personnages
- Akar-Deshu
- Ashu-Nyamal
- Padmé Amidala
- Kav Bayons
- Block
- Blue
- Boil
- Bossk
- C-21 Highsinger
- CC-2224 "Cody"
- Chubor
- CT-5597 "Jesse"
- Comte Dooku
- Embo
- Boba Fett
- Fife
- général Grievous
- Kamu
- Obi-Wan Kenobi
- Ki-Adi-Mundi
- Plo Koon
- Marg Krim
- Tezzka Krim
- Laalee
- Marrok
- Ziton Moj
- Moregi
- L'enfant de Moregi
- La femme de Moregi
- Rakshu
- Latts Razzi
- Rex
- Lassa Rhayme
- Dark Sidious
- Anakin Skywalker
- Sumdin
- Shaak Ti
- Saesee Tiin
- Tracker
- Kurg Utal
- Sheb Valaad
- Asajj Ventress
- Quinlan Vos
- Vram
- Mace Windu
- Yoda
- Wullf Yularen